# Velîka Butivka, Romnî
Velîka Butivka (în ucraineană Велика Бутівка) este un sat în comuna Basivka din raionul Romnî, regiunea Sumî, Ucraina.

## Demografie
Componența lingvistică a localității Velîka Butivka
     Ucraineană (100%)
Conform recensământului din 2001, toată populația localității Velîka Butivka era vorbitoare de ucraineană (100%).